# Галактуронова киселина
D-Галактуроновата киселина е монозахарид, окислена форма на D-галактозата. Тя е основният компонент на пектина, в който присъства като полимер полигалактуронова киселина. Има алдехидна група при C1 и карбоксилна група при C6. Други окислени форми на D-галактозата са D-галактовова киселина (карбоксилна група при C1) и мезо-галактарова киселина (карбоксилни групи при C1 и C6). Тя е също така уронова киселина или хексуронова киселина. Естествено съществуващите уронови киселини са D-глюкуронова киселина, D-галактуронова киселина, L-идуронова киселина и D-мануронова киселина.